# Let's Dance 2025
Let's Dance 2025 var den nittonde säsongen av TV-programmet Let's Dance, efter att programmet tidigare har haft ett kortare uppehåll under år 2024. Den nya säsongen hade premiär den 15 mars 2025.
Den 17 december 2024 meddelade Aftonbladet att Johanna Nordström och Pär Lernström skulle vara programledare för den nya säsongen, som ersättare för Kristin Kaspersen och David Lindgren (som kommer komma tillbaka som deltagare i programmet). I samband med att det nya programledarparet presenterades, så valde man även att gå ut med en del nyheter och förändringar i programmet, bland annat att man inför denna säsong kommer att ha femton deltagare istället för tio deltagare, som det har varit under de två senaste säsongerna (2022 och 2023). Utöver detta så kommer det även att ske en del nyheter och förändringar i programmets jury, då Dermot Clemenger och Ann Wilson, som har suttit med sedan programstarten år 2006 (med ett fyraårigt uppehåll från Clemengers sida), har blivit ersatta av Eric Saade (vinnare av Let's Dance 2022) och Taya Shawki. Däremot så kommer Tony Irving, som under alla år har suttit med som jurykollega till Clemenger och Wilson, att sitta kvar som vanligt.

## Tävlande
OBS: Kändisdeltagarna presenteras än så länge i bokstavsordning, detta från respektive förnamn.
| Kändis                        | Yrke                                       | Professionell dansare | Status i tävlingen |
| ----------------------------- | ------------------------------------------ | --------------------- | ------------------ |
| Arantxa Alvarez               | Programledare, radiopratare och sångerska  | Axel Jehrlander       | TBA                |
| Carolina Klüft                | Friidrottare                               | Hugo Gustafsson       | TBA                |
| Cecilia Frode                 | Skådespelare                               | Antonio Careri        | TBA                |
| Christopher Wollter           | Skådespelare                               | Kamilla Halid         | TBA                |
| Ciara Zelmerlöw               | Skådespelare                               | Martin Jonsson        | TBA                |
| David Lindgren                | Sångare, musikalartist och programledare   | Tove Villför          | TBA                |
| Ferry Svan                    | Idrottsman                                 | Filippa Strand        | TBA                |
| Isa Östling                   | Tiktokare                                  | Tobias Bader          | TBA                |
| Malin Stenbäck                | Programledare och TV-producent             | Santino Mirenna       | TBA                |
| Manoel "Junior" Marques Lerin | Fotograf och TV-personlighet               | Ida Sund              | TBA                |
| Mini Andén                    | Fotomodell, skådespelare och programledare | Aaron Brown           | TBA                |
| Perla Malmberg                | Influencer och internetpersonlighet        | Niklas Arleryd        | TBA                |
| Rickard Olsson                | Programledare                              | Ines Maria Ștefănescu | TBA                |
| Theo Haraldsson               | Influerare, artist och skådespelare        | Paulina Rosenkvist    | TBA                |
| Tommy Myllymäki               | Kock                                       | Jasmine Takács        | TBA                |

### Kvalprogram
Nytt för i år är att alla femton deltagare med respektive danspartner inledningsvis kommer att tävla i tre olika kvalprogram, där totalt fem stycken deltagare åt gången är indelade i tre olika grupper. Under dessa tre kvalprogram kommer den första  deltagaren med allra flest röster att bli direktkvalificerad till de resterande programmen av säsongen, medan de fyra andra deltagarna tävlar vidare i en dansduell, där endast vinnaren från respektive dansduell går vidare, och därmed gör den direktkvalificerade deltagaren sällskap i tävlingen. Nedanför presenteras de kvalgrupper med fem respektive deltagare, vars namn presenteras i förnamnsordning, i respektive grupplistor.

#### Kvalgrupp 1
1. Carolina Klüft
2. Isa Östling
3. Manoel "Junior" Marques Lerin
4. Mini Andén
5. Theo Haraldsson

#### Kvalgrupp 2
1. Arantxa Alvarez
2. Cecilia Frode
3. David Lindgren
4. Rickard Olsson
5. Tommy Myllymäki

#### Kvalgrupp 3
1. Christopher Wollter
2. Ciara Zelmerlöw
3. Ferry Svan
4. Malin Stenbäck
5. Perla Malmberg

### Kvalprogram 1
Sändes på TV4 den 15 mars 2025. Deltagarna nedan står angivna efter startordningen.
1. Manoel "Junior" Marques Lerin & Ida Sund - Samba (Samba do Brasil)
2. Mini Andén & Aaron Brown - Rumba (What Was I Made For?)
3. Theo Haraldsson & Paulina Rosenkvist - Commercial (Apt.)
4. Isa Östling & Tobias Bader - American Smooth (Someone You Loved)
5. Carolina Klüft & Hugo Gustafsson - Pasodoble (Tattoo)

#### Juryns poäng
| Nr | Tävlingspar                              | Eric Saade | Taya Shawki | Tony Irving | Poängsumma |
| -- | ---------------------------------------- | ---------- | ----------- | ----------- | ---------- |
| 1  | Manoel "Junior" Marques Lerin & Ida Sund | 5          | 5           | 5           | 15         |
| 2  | Mini Andén & Aaron Brown                 | 7          | 6           | 4           | 17         |
| 3  | Theo Haraldsson & Paulina Rosenkvist     | 8          | 8           | 8           | 24         |
| 4  | Isa Östling & Tobias Bader               | 4          | 2           | 2           | 8          |
| 5  | Carolina Klüft & Hugo Gustafsson         | 9          | 9           | 10          | 28         |

### Dansdueller
Här listas de fyra deltagare med respektive danspartners, som har röstats fram till att göra upp om de två sista platserna, i två respektive dansdueller. Vinnarparet från respektive dansduell, som därmed även har gått vidare till de resterande programmen i säsongen, är markerat med fet skrivstil.

#### Första dansduellen
1. Mini Andén & Aaron Brown - Contemporary (How Do I Say Goodbye)
2. Manoel "Junior" Marques Lerin & Ida Sund - Slowfox (Minnet av ett hav)

#### Andra dansduellen
1. Isa Östling & Tobias Bader - Cha-cha (Good Luck, Babe!)
2. Carolina Klüft & Hugo Gustafsson - Lyrical Jazz (Sand)